# 110 metres tanques
Els 110 metres tanques són una prova d'atletisme que només es diputa en la seva modalitat masculina, ja que les dones disputen la prova dels 100 metres tanques.

## Història
L'origen d'aquesta prova es troba a 1850, quan els alumnes de la Universitat d'Oxford van organitzar una carrera de 140 iardes en les quals havien de superar 10 tanques. Posteriorment, el 1864 es va fixar la distància a recórrer en 120 iardes (109,72 m) i l'alçada de les tanques en 3,5 peus (1,0667 m), trobant-se la primera a 15 iardes (13,71 m) de la sortida i les nou restants a intervals de 10 iardes (9,14 m).
El 1888 França ajusta la distància afegint 28 centímetres entre l'última tanca i l'arribada amb el qual van quedar fixades definitivament les característiques essencials de la prova.
La prova dels 110 metres tanques forma part del programa dels Jocs Olímpics de l'era moderna des de la seva primera edició celebrada a Atenes el 1896 amb la curiositat que només es va disputar sobre nou obstacles.

## Rècords
- actualitzat a 28 de març de 2025[1]

| Àrea                                 | Homes     | Homes      | Homes            | Homes           | Homes          | Homes      |
| Àrea                                 | Temps (s) | Vent (m/s) | Atleta           | País            | Lloc           | Data       |
| ------------------------------------ | --------- | ---------- | ---------------- | --------------- | -------------- | ---------- |
| Rècord del Món                       | 12.80     | +0.3       | Aries Merritt    | Estats Units    | Brussel·les    | 07-09-2012 |
| Rècord Olímpic                       | 12.91     | +0.3       | Liu Xiang        | R.P. de la Xina | Atenes         | 27-08-2004 |
| Rècord Campionat del Món             | 12.91     | +0.5       | Colin Jackson    | Regne Unit      | Stuttgart      | 20-08-1993 |
| Àfrica                               | 13.11     | +1.8       | Antonio Alkana   | Sud-àfrica      | Praga          | 11-08-1995 |
| Amèrica del Nord, Central i el Carib | 12.80 WR  | +0.3       | Aries Merritt    | Estats Units    | Brussel·les    | 07-09-2012 |
| Amèrica del Sud                      | 13.17     | +0.4       | Rafael Pereira   | Brasil          | Rio de Janeiro | 23-06-2022 |
| Àsia                                 | 12.88     | +1.1       | Liu Xiang        | R.P. de la Xina | Lausana        | 11-07-2006 |
| Europa                               | 12.91     | +0.5       | Colin Jackson    | Regne Unit      | Stuttgart      | 20-08-1993 |
| Oceania                              | 13.29     | +0.6       | Kyle Vander Kuyp | Austràlia       | Göteborg       | 11-08-1995 |

## Atletes amb millors marques mundials
- actualitzat a 28 de març de 2025.[2]

| Ranking | Marca | Vent (m/s) | Atleta                 | Data                  | Lloc           |       |
| ------- | ----- | ---------- | ---------------------- | --------------------- | -------------- | ----- |
| 1       | 12.80 | +0.3       | Aries Merritt (EUA)    | 7 de setembre de 2012 | Brussel·les    | [ 3 ] |
| 2       | 12.81 | +1.8       | Grant Holloway (EUA)   | 26 de juny de 2021    | Eugene         | [ 4 ] |
| 3       | 12.84 | +1.6       | Devon Allen (EUA)      | 12 de juny de 2022    | Nova York      | [ 5 ] |
| 4       | 12.87 | +0.9       | Dayron Robles (CUB)    | 12 de juny de 2008    | Ostrava        |       |
| 5       | 12.88 | +1.1       | Liu Xiang (CHN)        | 11 de juliol de 2006  | Lausana        |       |
| 6       | 12.89 | +0.5       | David Oliver (EUA)     | 16 de juliol de 2010  | París          |       |
| 7       | 12.90 | +1.1       | Dominique Arnold (EUA) | 11 de juliol de 2006  | Lausana        |       |
| 7       | 12.90 | +0.7       | Omar McLeod (JAM)      | 24 de juny de 2017    | Kingston       | [ 6 ] |
| 9       | 12.91 | +0.5       | Colin Jackson (GBR)    | 20 d'agost de 1993    | Stuttgart      |       |
| 10      | 12.92 | −0.1       | Roger Kingdom (EUA)    | 16 d'agost de 1989    | Zúric          |       |
| 10      | 12.92 | +0.9       | Allen Johnson (EUA)    | 23 de juny de 1996    | Atlanta        |       |
| 10      | 12.92 | +0.2       | Allen Johnson (EUA)    | 23 d'agost de 1996    | Brussel·les    |       |
| 10      | 12.92 | +0.6       | Sergey Shubenkov (RUS) | 2 de juliol de 2018   | Székesfehérvár | [ 7 ] |

## Campions olímpics
| Campionat                    | Or                     | Plata                   | Bronze                    |
| Atenes 1896 detalls          | Thomas Curtis (EUA)    | Grantley Goulding (GBR) | no entregada              |
| París 1900 detalls           | Alvin Kraenzlein (EUA) | John McLean (EUA)       | Fred Moloney (EUA)        |
| St. Louis 1904 detalls       | Frederick Schule (EUA) | Thaddeus Shideler (EUA) | Lesley Ashburner (EUA)    |
| Londres 1908 detalls         | Forrest Smithson (EUA) | John Garrels (EUA)      | Arthur Shaw (EUA)         |
| Estocolm 1912 detalls        | Fred Kelly (EUA)       | James Wendell (EUA)     | Martin Hawkins (EUA)      |
| Anvers 1920 detalls          | Earl Thomson (CAN)     | Harold Barron (EUA)     | Frederic Murray (EUA)     |
| París 1924 detalls           | Daniel Kinsey (EUA)    | Sid Atkinson (RSA)      | Sten Pettersson (SWE)     |
| Amsterdam 1928 detalls       | Sid Atkinson (RSA)     | Steve Anderson (EUA)    | John Collier (EUA)        |
| Los Angeles 1932 detalls     | George Saling (EUA)    | Percy Beard (EUA)       | Don Finlay (GBR)          |
| Berlín 1936 detalls          | Forrest Towns (EUA)    | Don Finlay (GBR)        | Fritz Pollard (EUA)       |
| Londres 1948 detalls         | William Porter (EUA)   | Clyde Scott (EUA)       | Craig Dixon (EUA)         |
| Hèlsinki 1952 detalls        | Harrison Dillard (EUA) | Jack Davis (EUA)        | Arthur Barnard (EUA)      |
| Melbourne 1956 detalls       | Lee Calhoun (EUA)      | Jack Davis (EUA)        | Joel Shankle (EUA)        |
| Roma 1960 detalls            | Lee Calhoun (EUA)      | Willie May (EUA)        | Hayes Jones (EUA)         |
| Tòquio 1964 detalls          | Hayes Jones (EUA)      | Blaine Lindgren (EUA)   | Anatoli Mikhàilov (URS)   |
| Ciutat de Mèxic 1968 detalls | Willie Davenport (EUA) | Ervin Hall (EUA)        | Eddy Ottoz (ITA)          |
| Múnic 1972 detalls           | Rod Milburn (EUA)      | Guy Drut (FRA)          | Thomas Hill (EUA)         |
| Mont-real 1976 detalls       | Guy Drut (FRA)         | Alejandro Casañas (CUB) | Willie Davenport (EUA)    |
| Moscou 1980 detalls          | Thomas Munkelt (GDR)   | Alejandro Casañas (CUB) | Aleksandr Puchkov (URS)   |
| Los Angeles 1984 detalls     | Roger Kingdom (EUA)    | Greg Foster (EUA)       | Arto Bryggare (FIN)       |
| Seül 1988 detalls            | Roger Kingdom (EUA)    | Colin Jackson (GBR)     | Tonie Campbell (EUA)      |
| Barcelona 1992 detalls       | Mark McKoy (CAN)       | Tony Dees (EUA)         | Jack Pierce (EUA)         |
| 1996 Atlanta detalls         | Allen Johnson (EUA)    | Mark Crear (EUA)        | Florian Schwarthoff (GER) |
| Sydney 2000 detalls          | Anier García (CUB)     | Terrence Trammell (EUA) | Mark Crear (EUA)          |
| Atenes 2004 detalls          | Liu Xiang (CHN)        | Terrence Trammell (EUA) | Anier García (CUB)        |
| Beijing 2008 detalls         | Dayron Robles (CUB)    | David Payne (EUA)       | David Oliver (EUA)        |
| Londres 2012 detalls         | Aries Merritt (EUA)    | Jason Richardson (EUA)  | Hansle Parchment (JAM)    |
| Rio de Janeiro 2016 detalls  | Omar McLeod (JAM)      | Orlando Ortega (ESP)    | Dimitri Bascou (FRA)      |
| Tòquio 2020 detalls          | Hansle Parchment (JAM) | Grant Holloway (EUA)    | Ronald Levy (JAM)         |
| París 2024 detalls           | Grant Holloway (EUA)   | Daniel Roberts (EUA)    | Rasheed Broadbell (JAM)   |

## Campions mundials
| Championships    | Or                     | Plata                   | Bronze                                               |
| Hèlsinki 1983    | Greg Foster (EUA)      | Arto Bryggare (FIN)     | Willie Gault (EUA)                                   |
| Roma 1987        | Greg Foster (EUA)      | Jon Ridgeon (GBR)       | Colin Jackson (GBR)                                  |
| Tòquio 1991      | Greg Foster (EUA)      | Jack Pierce (EUA)       | Tony Jarrett (GBR)                                   |
| Stuttgart 1993   | Colin Jackson (GBR)    | Tony Jarrett (GBR)      | Jack Pierce (EUA)                                    |
| Göteborg 1995    | Allen Johnson (EUA)    | Tony Jarrett (GBR)      | Roger Kingdom (EUA)                                  |
| Atenes 1997      | Allen Johnson (EUA)    | Colin Jackson (GBR)     | Igor Kováč (SVK)                                     |
| Sevilla 1999     | Colin Jackson (GBR)    | Anier García (CUB)      | Duane Ross (EUA)                                     |
| Edmonton 2001    | Allen Johnson (EUA)    | Anier García (CUB)      | Dudley Dorival (HAI)                                 |
| Saint-Denis 2003 | Allen Johnson (EUA)    | Terrence Trammell (EUA) | Liu Xiang (CHN)                                      |
| Hèlsinki 2005    | Ladji Doucouré (FRA)   | Liu Xiang (CHN)         | Allen Johnson (EUA)                                  |
| Osaka 2007       | Liu Xiang (CHN)        | Terrence Trammell (EUA) | David Payne (EUA)                                    |
| Berlín 2009      | Ryan Brathwaite (BAR)  | Terrence Trammell (EUA) | David Payne (EUA)                                    |
| Daegu 2011       | Jason Richardson (EUA) | Liu Xiang (CHN)         | Andy Turner (GBR)                                    |
| Moscou 2013      | David Oliver (EUA)     | Ryan Wilson (EUA)       | Sergey Shubenkov (RUS)                               |
| Beijing 2015     | Sergey Shubenkov (RUS) | Hansle Parchment (JAM)  | Aries Merritt (EUA)                                  |
| Londres 2017     | Omar McLeod (JAM)      | Sergey Shubenkov (ANA)  | Balázs Baji (HUN)                                    |
| Doha 2019        | Grant Holloway (EUA)   | Sergey Shubenkov (ANA)  | Pascal Martinot-Lagarde (FRA) · Orlando Ortega (SPA) |
| Eugene 2022      | Grant Holloway (EUA)   | Trey Cunningham (EUA)   | Asier Martínez (ESP)                                 |
| Budapest 2023    | Grant Holloway (EUA)   | Hansle Parchment (JAM)  | Daniel Roberts (EUA)                                 |